# Mendes (Egypte)
Mendes is een stad in de Egyptische oudheid, het ligt in de oostelijke Nijldelta en is tegenwoordig bekend onder de naam Tell el-Ruba.

## De naam
De stad werd door de oude Egyptenaren genoemd Djedet, ook wel Perbanebdjedet (Het domein van de Ram, heer van Djedet) en Anpet. Door de Grieken werd de stad Mendes genoemd (Grieks: Μένδης). Tegenwoordig staat het bekend onder de naam Tel el-Ruba (Arabisch: تل الربع).

## Historie van de stad
Uit archeologisch onderzoek is gebleken dat de stad al bestaat sinds de Naqada II-periode. Onder de eerste farao's van Egypte werd Mendes actief bestuurd, dit bleef gedurende Egyptische oudheid.
Het was de hoofdstad van de zestiende nome van Kha, later Thmuis in Hellenistisch Egypte. Tijdens de 29e dynastie was Mendes de hoofdstad van Egypte.
Mendes was vroeger een beroemde stad, bezocht door historici zoals Herodotus, Diodorus, Strabo, Mela, Plinius de Oudere en vele anderen.  In klassieke tijden had de nome-hoofdstad een eigen leger Calasirii.

## Religie
De cultus van de god Banebdjedet werd al vroeg ontwikkeld in de Egyptische oudheid. Dit versnelde toen de religie van de god werd vermengd met de ziel van Osiris, Ra en andere goden. In Mendes bestond ook een triade: de man Banebdjedet, met zijn gemalin Hatmehyt en hun kind Harpocrates.
Tegenwoordig  is de tempel een ruïne. Niet veel is er meer te zien. De delen van ommuring van Amasis (en later hersteld door Ptolemaeus II) zijn nog zichtbaar. Een rood granieten naos is ook nog aanwezig, eveneens gebouwd in opdracht van Amasis. Opgravingen zijn uitgevoerd door een Amerikaans team. De restanten van een aantal monumenten in opdracht van: Ramses II, Merenptah en Ramses III suggereren dat er ook een tempel uit het Nieuwe Rijk was, deze is nog niet gevonden.